# 阔口线虫属
阔口线虫属（学名：Eurystomina）为矛线虫科的一个属。

## 下属物种
本属包括以下物种：
- 眼状阔口线虫 Eurystomina ophthalmophra Filipjev,1921
- Eurystoma ornatum Eberth, 1863